# Elisabeth Tschermak-Woess
Elisabeth Tschermak-Woess (* 28. Jänner 1917 in Znaim; † 26. April 2001 in Wien) war eine österreichische Botanikerin.
Ihr botanisches Autorenkürzel lautet „Tscherm.-Woess“.

## Leben
Elisabeth Tschermak wurde als Tochter des Forstbotanikers Leo Tschermak (1882–1969) 1917 in Znaim geboren. Sie maturierte 1936 am Realgymnasium in Wien-Hietzing. Anschließend studierte sie Botanik, Chemie und Philosophie an den Universitäten Wien, Freiburg im Breisgau und Innsbruck. 1941 wurde sie in Wien mit der unter Lothar Geitler verfassten Dissertation Untersuchungen über die Beziehungen von Pilz und Alge im Flechtenthallus zur Dr. phil. promoviert. Ab 1942 war sie wissenschaftliche Hilfskraft, später Assistentin am Botanischen Institut der Universität Wien. 1948 wurde sie mit der Habilitationsschrift Über chromosomale Plastizität bei Wildformen von Allium carinatum und anderen Allium-Arten aus den Ostalpen habilitiert. Sie lehrte am Botanischen Institut Cytologie, Genetik, Flechten- und Algenkunde. 1967 wurde sie zur außerordentlichen, 1971 zur ordentlichen Professorin ernannt. 1975 wurde sie Abteilungsleiterin für Cytologie und Genetik am Botanischen Institut. 1985 wurde sie aus Gesundheitsgründen emeritiert, konnte aber weiter ihrer Forschungstätigkeit nachgehen.
1944 heiratete sie den Botaniker und Landschaftsökologen Friedrich Woess und bekam zwei Kinder (Ulrike, * 1950 und Wolfgang, * 1954).

## Leistungen
Zu Tschermak-Woess' Forschungsschwerpunkten gehörten die Zellbiologie (insbesondere
Karyologie), Phykologie und Lichenologie. Sie und entdeckte wichtige Details in den Lebensvorgängen bei Algen, Flechten und in den Zellen höherer Pflanzen. Vieles, was später elektronenmikroskopich dokumentiert wurde, hatte sie bereits mit dem Lichtmikroskop korrekt erkannt und beschrieben.
In der Beschäftigung mit Flechten und deren Algenpartnern untersuchte sie das Zusammenleben von Pilz und Alge im Flechtenthallus sowie die Entwicklungsgeschichte, Morphologie und systematische Zugehörigkeit freilebender und aus Flechten isolierten und rur sich allein kultivierten Algen.
Auf dem Gebiet der Chromosomen niederer und höherer Pflanzen führte sie unter anderem DNA-Analysen im Zusammenhang mit Studien über den mitotischen und meiotischen Formwechsel durch. Sie entdeckte „pflanzliche Riesenchromosomen“, bis dahin nur in Insekten nachgewiesene hochendopolyploide Chromosomen bei Blütenpflanzen.
Ihr 1963 veröffentlichtes Buch Strukturtypen von Ruhekernen bei Pflanzen und Tieren gilt als Standardwerk.
1994 wurde sie mit der Acharius-Medaille der International Association for Lichenology ausgezeichnet.